# 60e cérémonie des Oscars
La 60e cérémonie des Oscars du cinéma a lieu le 11 avril 1988 à 18 h au Shrine Auditorium à Los Angeles.

## Cérémonie
La cérémonie des Oscars récompense les meilleurs films de l'année 1987 dans 22 catégories. Elle dure 3 heures et 20 minutes et est diffusée en direct sur la chaîne ABC.

### Équipe technique
- Maître de cérémonie : Chevy Chase
- Producteur : Samuel Goldwyn Jr.
- Dialoguistes : Ernest Lehman, Jack Rose, Melville Shavelson[c]
- Directeur musical : Bill Conti
- Réalisateur télé : Marty Pasetta

### Le spectacle
La cérémonie est agrémentée de nombreux sketchs et chansons de films :
- Cry Freedom interprété par George Fenton et Jonas Gwangwa (en)
- (I've Had) The Time of My Life interprété par Bill Medley et Jennifer Warnes
- Nothing's Gonna Stop Us Now interprété par Gloria Estefan et Starship
- Shakedown interprété par Little Richard
- Storybook Love interprété par Willy DeVille

## Palmarès
Le palmarès de la 60e cérémonie des oscars est le suivant :

### Meilleur film
(remis par Eddie Murphy)
- Le Dernier Empereur (The Last Emperor) de Bernardo Bertolucci
  - Broadcast News de James L. Brooks
  - Liaison fatale (Fatal Attraction) d'Adrian Lyne
  - La Guerre à sept ans (Hope and Glory) de John Boorman
  - Éclair de lune (Moonstruck) de Norman Jewison

### Meilleur réalisateur
(remis par Robin Williams)
- Bernardo Bertolucci pour Le Dernier Empereur
  - Adrian Lyne pour Liaison fatale
  - John Boorman pour La guerre à sept ans
  - Lasse Hallström pour Ma vie de chien (Mitt liv som hund)
  - Norman Jewison pour Eclair de Lune

### Meilleur acteur
(remis par Marlee Matlin)
- Michael Douglas pour le rôle de Gordon Gekko dans Wall Street d'Oliver Stone[1]
  - William Hurt pour le rôle de Tom Grunick dans Broadcast News[1]
  - Marcello Mastroianni pour le rôle de Romano dans Les Yeux noirs (Очи чёрные, Otchi tchorniye)[1]
  - Jack Nicholson pour le rôle de Francis Phelan dans Ironweed d'Héctor Babenco[1]
  - Robin Williams pour le rôle de Adrian Cronauer dans Good Morning, Vietnam[1]

### Meilleure actrice
(remis par Paul Newman)
- Cher pour le rôle de Loretta Castorini dans Éclair de Lune[d],[1]
  - Glenn Close pour le rôle de Alex Forrest dans Liaison fatale[1]
  - Holly Hunter pour le rôle de Jane Craig dans Broadcast News[1]
  - Sally Kirkland pour le rôle de Anna dans Anna[1]
  - Meryl Streep pour le rôle de Helen Archer dans Ironweed[1]

### Meilleur acteur dans un second rôle
(remis par Nicolas Cage et Cher)
- Sean Connery pour le rôle de Jim Malone dans Les Incorruptibles (The Untouchables) de Brian De Palma[1]
  - Albert Brooks pour le rôle de Aaron Altman dans Broadcast News[1]
  - Morgan Freeman pour le rôle de Fast Black dans La Rue (Street Smart) de Jerry Schatzberg[1]
  - Vincent Gardenia pour le rôle de Cosmo Castorini dans Éclair de Lune[1]
  - Denzel Washington pour le rôle de Steve Biko dans Cry Freedom de Richard Attenborough[1]

### Meilleure actrice dans un second rôle
(remis par Glenn Close et Michael Douglas)
- Olympia Dukakis pour le rôle de Rose Castorini dans Éclair de lune[1]
  - Norma Aleandro pour le rôle de Florencia Sanchez Morales dans Gaby de Luis Mandoki[1]
  - Anne Archer pour le rôle de Beth Gallagher dans Liaison fatale[1]
  - Anne Ramsey pour le rôle de Momma Lift dans Balance maman hors du train (Throw Momma from the Train) de Danny DeVito[1]
  - Ann Sothern pour le rôle de Letitia Benson-Doughty dans Les Baleines du mois d'août (The Whales of August) de Lindsay Anderson[1]

### Meilleur scénario original
(remis par Audrey Hepburn et Gregory Peck)
- John Patrick Shanley pour Éclair de lune[e]
  - Louis Malle pour Au revoir les enfants
  - James L. Brooks pour Broadcast News
  - John Boorman pour Hope and Glory
  - Woody Allen pour Radio Days

### Meilleure adaptation
(remis par Audrey Hepburn et Gregory Peck)
- Mark Peploe et Bernardo Bertolucci pour Le Dernier Empereur
  - Tony Huston pour Gens de Dublin (The Dead) de John Huston
  - James Dearden pour Liaison fatale
  - Stanley Kubrick, Michael Herr et Gustav Hasford pour Full Metal Jacket de Stanley Kubrick
  - Lasse Hallström, Reidar Jönsson, Brasse Brännström et Per Berglund pour Ma vie de chien

### Meilleur film étranger
(remis par Faye Dunaway et James Garner)
- Le Festin de Babette (Babettes gæstebud) de Gabriel Axel  Danemark
  - Le Passeur (Ofelas) de Nils Gaup  Norvège
  - Au revoir les enfants de Louis Malle  France
  - La Famille (La Famiglia) d'Ettore Scola  Italie
  - Asignatura aprobada de José Luis Garci  Espagne

### Meilleure photographie
(remis par Mel Gibson et Danny Glover)
- Vittorio Storaro pour Le Dernier Empereur
  - Michael Ballhaus pour Broadcast News
  - Allen Daviau pour Empire du soleil (Empire of the Sun) de Steven Spielberg
  - Philippe Rousselot pour Hope and Glory
  - Haskell Wexler pour Matewan de John Sayles

### Meilleurs costumes
(remis par Daryl Hannah et Kevin Costner)
- James Acheson pour Le Dernier Empereur
  - Dorothy Jeakins pour Gens de Dublin
  - Bob Ringwood pour Empire du soleil
  - Jenny Beavan et John Bright pour Maurice de James Ivory
  - Marilyn Vance pour Les incorruptibles

### Meilleure direction artistique (décors)
(remis par Olivia de Havilland)
- Ferdinando Scarfiotti, Bruno Cesari et Osvaldo Desideri pour Le dernier empereur
  - Norman Reynolds et Harry Cordwell pour Empire du soleil
  - Anthony Pratt et Joanne Woollard pour Hope and Glory
  - Santo Loquasto, Carol Joffe, Leslie Bloom et George DeTitta Jr. pour Radio Days
  - Patrizia von Brandenstein, William A. Elliott et Hal Gausman pour Les Incorruptibles

### Meilleur son
(remis par Billy Crystal)
- Bill Rowe et Ivan Sharrock pour Le dernier empereur
  - Robert Knudson, Don Digirolamo, John Boyd et Tony Dawe pour Empire du soleil
  - Les Fresholtz, Rick Alexander, Vern Poore et Bill Nelson pour L'Arme fatale (Lethal Weapon) de Richard Donner
  - Michael J. Kohut, Carlos DeLarios, Aaron Rochin et Robert Wald pour RoboCop de Paul Verhoeven
  - Wayne Artman, Tom Beckert, Tom E. Dahl et Art Rochester pour Les Sorcières d'Eastwick (The Witches of Eastwick) de George Miller

### Meilleur montage
(remis par Rob Lowe et Sean Young)
- Gabriella Cristiani pour Le Dernier Empereur
  - Richard Marks pour Broadcast News
  - Michael Kahn pour Empire du soleil
  - Michael Kahn et Peter E. Berger pour Liaison fatale
  - Frank J. Urioste pour RoboCop

### Meilleurs effets visuels
(remis par Sean Connery)
- Dennis Muren, Bill George, Harley Jessup et Kenneth Smith pour L'Aventure intérieure (Innerspace) de Joe Dante
  - Joel Hynek, Robert M. Greenberg, Richard Greenberg et Stan Winston pour Predator de John McTiernan

### Meilleurs maquillages
(remis par John Candy)
- Rick Baker pour Bigfoot et les Henderson (Harry and the Hendersons) de William Dear
  - Robert Laden pour Happy new year de John G. Avildsen

### Meilleure chanson originale
(remis par Liza Minnelli et Dudley Moore)
- Franke Previte (musique et paroles), John DeNicola (musique) et Donald Markowitz (musique) pour (I've Had) The Time of My Life dans Dirty Dancing d'Emile Ardolino
  - Harold Faltermeyer (paroles et musique), Keith Forsey (paroles et musique) et Bob Seger (paroles) pour Shakedown dans Le Flic de Beverly Hills 2 (Beverly Hills Cop II) de Tony Scott
  - George Fenton et Jonas Gwangwa (en) pour Cry Freedom
  - Albert Hammond et Diane Warren pour Nothing's Gonna Stop Us Now dans Mannequin de Michael Gottlieb
  - Willy DeVille pour Storybook Love dans Princess Bride (The Princess Bride) de Rob Reiner

### Meilleure musique originale
(remis par Patrick Swayze et Jennifer Grey)
- Ryūichi Sakamoto, David Byrne et Cong Su pour Le Dernier Empereur[g]
  - George Fenton et Jonas Gwangwa pour Cry Freedom
  - John Williams pour Empire du soleil
  - Ennio Morricone pour Les Incorruptibles
  - John Williams pour Les Sorcières d'Eastwick

### Meilleur documentaire
(remis par Steve Guttenberg)
- The Ten-Year Lunch produit par Aviva Slesin
  - Eyes on the Prize (épisode America's Civil Rights Years/Bridge to Freedom, 1965) produit par Callie Crossley et James A. DeVinney
  - Hellfire: A Journey from Hiroshima produit par John Junkerman et John W. Dower
  - Radio Bikini produit par Robert Stone
  - A Stitch for Time produit par Barbara Herbich et Cyril Christo

### Meilleur court métrage (prises de vues réelles)
(remis par Paul Reubens)
- Ray's Male Heterosexual Dance Hall produit par Jonathan Sanger (en) et Jana Sue Memel
  - Making Waves produit par Ann Wingate
  - Shoeshine produit par Robert Katz

### Meilleur court métrage (documentaire)
(remis par Joan Chen et John Lone)
- Young at Heart produit par Sue Marx et Pamela Conn
  - Frances Steloff: Memoirs of a Bookseller produit par Deborah Dickson
  - In the Wee Wee Hours… produit par Frantisek Daniel et Izak Ben-Meir
  - Language Says It All produit par Megan Williams
  - Silver Into Gold produit par Lynn Mueller

### Meilleur court métrage (animation)
(remis par Tom Selleck)
- L'Homme qui plantait des arbres produit par Frédéric Back
  - George and Rosemary (en) produit par Eunice Macaulay (en)
  - Your Face produit par Bill Plympton

## Oscars spéciaux

### Oscar pour une contribution spéciale
- Stephen Hunter Flick et John Pospisil pour le mixage de RoboCop (Special Achievement Award - Sound Effects Editing)

### Irving G. Thalberg Memorial Award
(remis par Jack Lemmon)
- Billy Wilder[h]

## Oscars scientifiques et techniques
Les Oscars scientifiques et techniques sont remis le 27 mars au Grand Ball Room du Beverly Hilton Hotel de Los Angeles.

### Prix du mérite scientifique
- Bernard Kuhl, Werner Block et OSRAM GmbH R&D Dept. pour l'invention et l'amélioration continue du projecteur OSRAM HMI.

### Prix scientifique et d'ingénierie
- Carl Zeiss Co. pour la conception et le développement d'une série de lentilles haute-vitesse.
- Eastman Kodak pour le développement de la pellicule Eastman Color High Speed Daylight Negative Film 5297/7297.
- Eastman Kodak pour le développement de la pellicule pour tournage sur fond bleu Eastman Color High Speed SA Negative Film 5295.
- Ronald C. Barker, Chester L. Schuler et Montage Group pour l'invention (Barker/Schuler) et le développement (Montage) du Montage Picture Processor électronique pour le montage.
- Fritz Gabriel Bauer pour l'invention et le développement du système Moviecam Camera.
- Willie Burth et Kinotone Corp. pour l'invention et le développement du Non-rewind Platter System pour la projection de film.
- Colin F. Mossman et Rank Film Laboratories' Development Group pour la création d'un système pour augmenter la qualité des films à haute-vitesse.
- Zoran Perisic (Courier Films Ltd.) pour le système de projection Zoptic dual-zoom front pour les effets spéciaux.

### Prix de l'achèvement technique
- Ioan Allen (Dolby Laboratories, Inc.) pour l'unité d'insonorisation pour playback Cat. 43 et ses applications au tournage de films.
- John Eppolito, Wally Gentleman, William Mesa, Les Paul Robley et Geoffrey H. Williamson pour le raffinement des systèmes de projection duales et d'images composites.
- Jan Jacobsen pour l'application des écrans doubles et systèmes de projections frontales aux effets visuels.
- Tad Krzanowski (Industrial Light & Magic) pour le développement du Wire Rig Model Support Mechanism pour le contrôle des mouvements des maquettes pour les effets spéciaux.
- Thaine Morris et David Pier pour le développement du DSC Spark Devices pour les effets spéciaux au cinéma.
- Dan C. Norris et Tim Cook (Norris Film Products) pour le développement d'un système d'exposition lumière.

### Gordon E. Sawyer Award
- Fred Hynes

## Statistiques

### Récompenses

#### Neuf Oscars
- Le Dernier Empereur

#### Trois Oscars
- Éclair de lune

#### Un Oscar
- Les Incorruptibles
- Dirty Dancing
- Le Festin de Babette
- Wall Street
- L'Aventure intérieure
- Bigfoot et les Henderson

### Nominations

#### Neuf nominations
- Le Dernier Empereur

#### Sept nominations
- Broadcast News

#### Six nominations
- Liaison fatale
- Éclair de lune
- Empire du soleil

#### Cinq nominations
- Hope and Glory

#### Quatre nominations
- Les Incorruptibles

#### Deux nominations
- Ma vie de chien
- Au revoir les enfants
- Ironweed
- RoboCop
- Les Sorcières d'Eastwick
- Gens de Dublin
- Radio Days

#### Une nomination
- Wall Street
- Good Morning, Vietnam
- Les Yeux noirs
- Anna
- La Rue
- Gaby
- Balance maman hors du train
- Les Baleines du mois d'août
- Full Metal Jacket
- Le Festin de Babette
- Asignatura aprobada
- La Famille
- Le Passeur
- Matewan
- Maurice
- L'Arme fatale
- L'Aventure intérieure
- Predator
- Bigfoot et les Henderson
- Happy New Year
- Dirty Dancing
- Le Flic de Beverly Hills 2
- Mannequin
- Princesse Bride